# Falga
Falga település Franciaországban, Haute-Garonne megyében. Lakosainak száma 148 fő (2022. január 1.). Falga Auriac-sur-Vendinelle, Maurens, Saint-Félix-Lauragais és Vaux községekkel határos.

## Népesség
A település népességének változása:
| Lakosok száma | 67   | 60   | 73   | 98   | 113  | 116  | 124  | 139  | 143  | 148  |
|               | 1968 | 1982 | 1990 | 2006 | 2013 | 2015 | 2017 | 2019 | 2020 | 2022 |